# Lochmaeocles zonatus
Lochmaeocles zonatus là một loài bọ cánh cứng trong họ Cerambycidae.